# Babcock (månekrater)
Babcock er et nedslagskrater på Månen. Det befinder sig på Månens bagside ved den nordøstlige rand af Mare Smythii og sydøst for Mare Marginis. Det er opkaldt efter den amerikanske astronom Harold D. Babcock (1882-1968).
Navnet blev officielt tildelt af den Internationale Astronomiske Union (IAU) i 1970. 
Babcock er beliggende i et område af måneoverfladen, som lejlighedsvis ved gunstige betingelser er synlig fra Jorden, men det ses fra kanten, så der kun fremkommer få detaljer.

## Omgivelser
Syd for Babcock ligger Purkynĕkrateret, og mod øst-nordøst ligger Errokrateret. 

## Karakteristika
Babcocks rand er blevet eroderet, indskåret og ændret af senere nedslag, hvilket har efterladt en noget irregulær og uens ydre rand. Det indre har fået ny overflade ved lavastrømme og er relativt fladt. I stedet for en central top ligger der et lille krater tæt ved kraterbundens centrum, hvilket har fået navnet Zasyadko. Et mindre krater ligger i kraterbunden nær den nordlige rand.
Området rundt om Babcockkrateret har været udsat for fortidige "oversvømmelser" med basaltiske lavastrømme, hvorfor overfladen er temmelig flad, og resterne af spøgelseskratere er synlige som kurvede højderygge.

## Satellitkratere
De kratere, som kaldes satellitter, er små kratere beliggende i eller nær hovedkrateret. Deres dannelse er sædvanligvis sket uafhængigt af dette, men de får samme navn som hovedkrateret med tilføjelse af et stort bogstav. På kort over Månen er det en konvention at identificere dem ved at placere dette bogstav på den side af satellitkraterets midte, som ligger nærmest hovedkrateret. Babcockkrateret har følgende satellitkratere:
| Babcock | Længde | Bredde  | Diameter |
| ------- | ------ | ------- | -------- |
| H       | 3,0° N | 96,5° Ø | 63 km    |
| K       | 1,2° N | 95,2° Ø | 10 km    |

## Måneatlas
- Billeder af Babcockkrateret i LPI-måneatlasset